# ダイドー電子
株式会社ダイドー電子（ダイドーでんし、英: DAIDO ELECTRONICS CO.,LTD. ）は、岐阜県中津川市に本社を置く、磁石関連製品専業メーカーであり、大同特殊鋼株式会社の完全子会社である。
なお、大阪府大阪市に本社を置くダイドー電子工業と同社の関係は特にない。

## 概要
大同特殊鋼（愛知県名古屋市）の完全子会社。携帯電話やHDDなどに使用されるネオジムボンド磁石やラジアルリング磁石などの磁石製品の他、磁気センサや着磁電源等の磁石関連製品の製造販売を行っている。

## 沿革
- 1990年（平成2年）1月 - 会社設立[1]。
- 1997年（平成9年） - lSO 9001認証を取得[1]。
- 2003年（平成15年） - lSO 14001認証を取得[1]。
- 2009年（平成21年） - 名古屋工場（名古屋市港区）および名古屋営業所（名古屋市東区）を本社工場（岐阜県中津川市）に集約[1]。
- 2017年（平成29年） - 同じ大同特殊鋼グループのインターメタリックス ジャパン株式会社を吸収合併[3]。

## 主な製品
磁石
- 等方性ネオジムボンド磁石
- 異方性ラジアルリング磁石
- 等方性SmFeNボンド磁石

磁石関連製品
- TMR型磁気センサ
- 超低インピーダンス着磁電源

## 国内拠点[4]
- 本社・本社工場・営業部（岐阜県中津川市）

## 海外拠点[4]
- Daido Electronics (Thailand) Co., Ltd.（タイ）
- 大同磁石(広東)有限公司（中国）
- Daido Steel (America) Inc.（アメリカ）
- Daido Steel Group Europe GmbH（ドイツ）